# Collet dels Estudis
El Collet dels Estudis és una collada de 886,8 metres d'altitud del terme municipal de Pinós, al Solsonès. Està situat a llevant del Santuari de Pinós, a la part sud-oriental de la Serra de Pinós. És al nord de la Solana de l'Hostal. Hi passa la pista que mena, des del Santuari, a Vallmanya.